# Селище імені Міхеєва
селище імені Міхеєва (рос. Посёлок имени Михеева) — селище в Воскресенському районі Нижньогородської області Російської Федерації.
Населення становить 151 особу. Входить до складу муніципального утворення робітниче селище Воскресенське.

## Історія
Від 2009 року входить до складу муніципального утворення робітниче селище Воскресенське.

## Населення
| 1999 | 2002 | 2010 |
| ---- | ---- | ---- |
| 304  | ↘287 | ↘151 |